# 舞幻
「舞幻」（むげん）は、2021年4月7日に発売されたael-アエル-の4thシングル。

## 概要
メンバーは有光陽稀、雫月LEE、綾目夏向。

## 収録曲
テイチクレコード公式サイト内の紹介ページによる。

### 初回限定盤A
CD
1. 舞幻
  - 作詞：金子麻友美
  - 作曲：夢見クジラ
  - 編曲：大沢圭一
2. Hope
  - 作詞：雨野どんぐり
  - 作曲・編曲：大沢圭一

DVD
- 「舞幻」Music Video

### 初回限定盤B
CD
1. 舞幻
2. Hope

DVD
- 「舞幻」MVメイキング映像

### 通常盤
1. 舞幻
2. Hope
3. 赤は愛より出でて愛より赤し
  - 作詞：内田直孝
  - 作曲：内田直孝 / 岸明平
  - 編曲：岸明平
4. 舞幻（Instrumental）
5. Hope（Instrumental）
6. 赤は愛より出でて愛より赤し（Instrumental）